# Аграфеновка (Запорожская область)
Аграфеновка (укр. Аграфенівка) — село, Новогупаловский сельский совет, Вольнянский район, Запорожская область, Украина.
Код КОАТУУ — 2321585602. Население по переписи 2001 года составляло 19 человек.

## Географическое положение
Село Аграфеновка находится на левом берегу ручья Осокоровка,
на противоположном берегу — село Бегма (Синельниковский район).

## История
- В 1872 году на месте села был хутор купца Новикочева, названный именем его жены Аграфены.[3]
- 1918 год — официальная дата основания села.